# НДІпроектреконструкція
Державний науково-дослідний та проектно-вишукувальний інститут «НДІпроектреконструкція» м.Києва (місто Київ, бульвар Лесі Українки, 26) — науково-дослідна установа, базова організація з науково-технічної діяльності у будівництві, головний координатор і виконавець комплексу науково-дослідних та проектних робіт щодо реконструкції житлових будинків перших масових серій.
Є засновником щорічного науково-виробничого видання «Реконструкція житла» та організатором Міжнародної науково-практичної виставки-конференції «Реконструкція житла» (м. Київ, 1999—2012 рр.), Всеукраїнської науково-практичної конференції з питань житлової політики та реконструкції житла «Україна. Житло» (м. Одеса, 2003—2004 рр., м. Чернігів, 2005 р.).
Інститут атестовано як науково-дослідну установу та внесено до групи А.
Проєктна та наукова діяльність інституту сертифікована за міжнародним стандартом якості ISO 9001:2008.
Державний науково-дослідний та проектно-вишукувальний інститут «НДІпроектреконструкція» заснований 1945 року, має 26 територіально відокремлених підрозділів (25 філіалів, 1 відділення) в обласних центрах і великих містах України, в яких працює понад 1500 фахівців.

## Основні напрямки діяльності
Наукова діяльність:
- формування житлової політики;
- реформування житлово-комунального господарства;
- актуалізація нормативної бази стосовно реконструкції, ремонту та експлуатації об'єктів житлово-комунального призначення;
- науково-методичне супроводження технічних розробок та проєктів;
- експериментально-конструкторські розробки.

Проєктна діяльність:
- комплексне проєктування будівництва, реконструкції та ремонту;
- діагностика технічного стану будівель та споруд;
- інженерні вишукування;
- газифікація та телефонізація;
- перепланування приміщень;
- паспортизація об'єктів;
- проєкти котеджів;
- моніторинг будівництва та реконструкції об'єктів;
- енергоаудит та енергозбереження;
- експертна оцінка нерухомості;
- узгодження проєктної документації;
- інформаційне забезпечення;
- диспетчеризація, модернізація ліфтового господарства;
- консультаційні послуги.

## Розробки інституту
- ДБН В.3.2-2-2009. Житлові будинки. Реконструкція та капітальний ремонт
- ВБН Д.2.8-204.02-2004. Ресурсні елементні кошторисні норми на ремонт пасажирських та вантажних ліфтів
- СОУ ЖКГ 75.11-35077234.0015:2009. Житлові будинки. Правила визначення фізичного зносу житлових будинків
- Рекомендації з вибору прогресивних архітектурно-технічних рішень для реконструкції житлових будинків перших масових серій (2002 р.)
- Рекомендації з модернізації інженерного обладнання житлових будинків перших масових серій (2003 р.)
- Довідник «Енергозбереження у житловому фонді: проблеми, практика, перспективи» (2006 р.)